# Norska Antarktis

Översiktskarta över NoA området.

Norska Antarktis är ett landområde i Antarktis som Norge gör anspråk på sedan 1939.
Området ligger i Östantarktis och sträcker sig mellan 45° Ö till 20° V. Det gränsar mot anspråken Brittiska Antarktis och Australiska Antarktis). 
Inom området ligger:
- Drottning Mauds land med
  - Kronprinsesse Märtha Kyst
  - Prinsesse Astrid Kyst
  - Prinsesse Ragnhild Kyst
  - Prins Harald Kyst
  - Prins Olav Kyst

Området omfattar Drottning Mauds land samt två öområden Peter I:s ö (yta: 243 km²) och Bouvetön (yta: 58,5 km²) utanför fastlandet och hela området omfattar cirka 2 800 000 km². Detta motsvarar 17 procent av Antarktis landmassa och är sju gånger större än Norges yta.
Området utgör ett så kallat norskt biland och förvaltas av Polaravdelningen i justis- och beredskapsdepartementet.
I januari–februari 1939 utforskades området mellan 20° Ö och 10° V av en tysk expedition under ledning av Alfred Ritscher och döptes då till Neuschwabenland. Under kriget användes kusten som skydd för tyska ubåtar.
Den 1 mars 1948 återtog Norge förvaltningsanspråken för området och den 21 juni 1957 upphöjdes hela området, inklusive öområdena, till norskt biland under namnet Norska Antarktis.
År 1989 öppnades Troll, Norges första permanenta forskningsstation på Antarktis.